# Rabakov

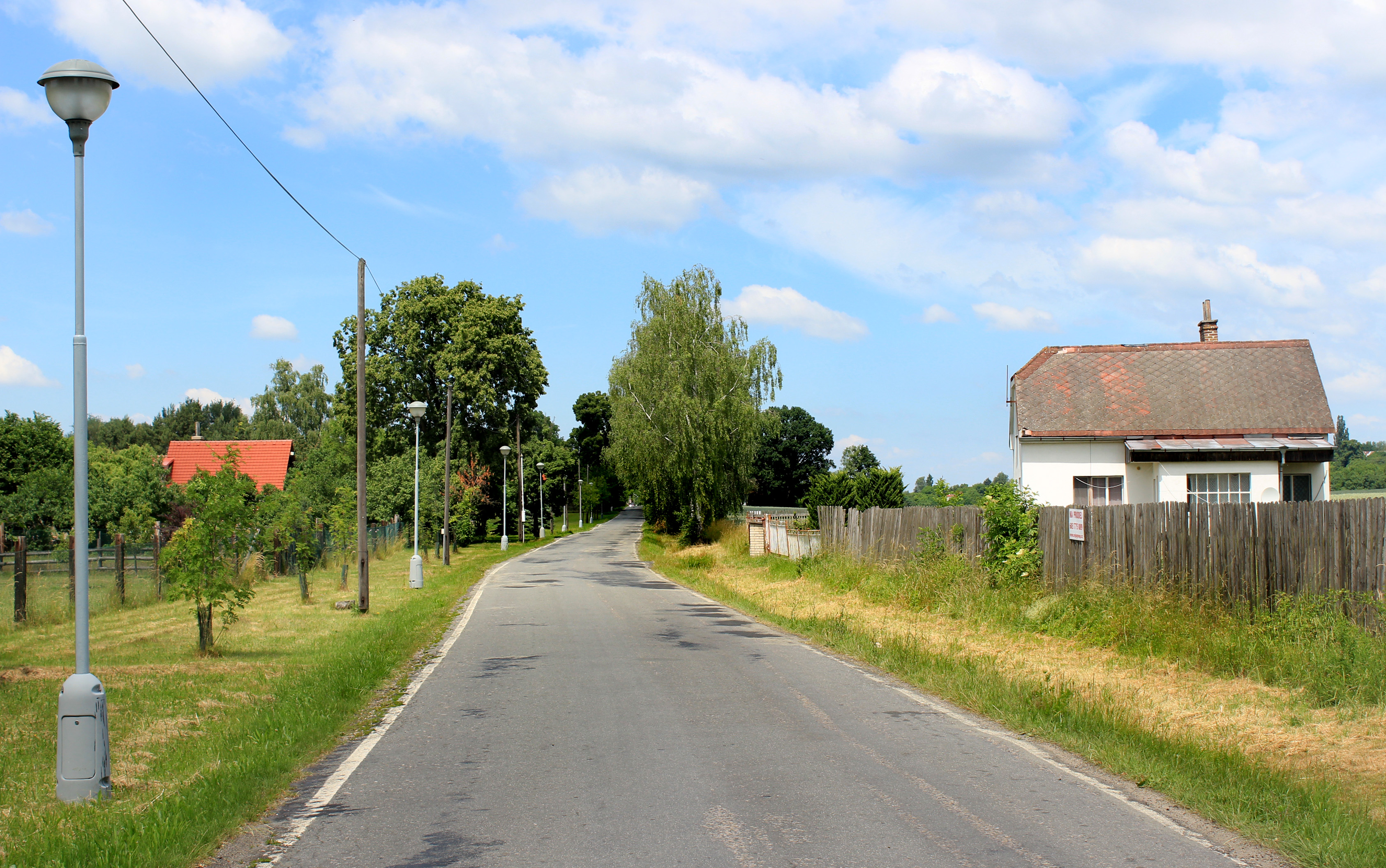
Rabakov (2015)

Rabakov ist eine kleine Gemeinde im Okres Mladá Boleslav, Tschechien. Sie liegt 14 Kilometer östlich von Mladá Boleslav an der Grenze zweier Regionen, des  Středočeský und des Královéhradecký kraj. 2006 waren hier 47 Einwohner ansässig. Rabakov gehört zur Randzone des Touristischen Gebietes Böhmisches Paradies.

## Geografie
Rabakov verfügt über eine gute Verkehrsanbindung. Das Dorf ist an der Landstraße 279 zwischen den Ortschaften Domousnice und Ujkovice gelegen und hat auch Anschluss an die Lokalbahn Nr. 63 von Bakov nad Jizerou nach Kopidlno.
Zum Gemeindegebiet gehören 85 ha Ackerland, 67 ha Wald und ein 2 ha großer Fischteich.

## Geschichte
Die älteste Niederschrift des Ortsnamens stammt aus dem Jahr 1445. Im benachbarten Domousnice entstand im späten Mittelalter eine kleine adlige Grundherrschaft, zu der auch Rabakov gehörte. Als ein Bestandteil dieser Herrschaft wird der Ort 1573 erwähnt.
Von 1974 bis 1992 war Rabakov in Domousnice eingemeindet. Seit 1992 ist die Gemeinde wieder selbstständig.

## Sehenswürdigkeiten
Ein ortsansässiger Sammler betreut seit 1964 in Rabakov ein privates Motorradmuseum, das mittlerweile überregional bekannt ist. Die Ausstellung umfasst etwa 45 historische Straßen- und Rennmaschinen. Den Grundstock bildet die komplette Baureihe der Marke Jawa (1929 bis 1999), darunter auch die älteste Jawa 500 OHW von 1929. Das älteste Exponat ist eine dreisitzige Čechie Böhmerland 600 tourist aus dem Jahr 1927. Alle ausgestellten Maschinen sind restauriert und fahrfähig.